# Photochemical & Photobiological Sciences
Photochemical & Photobiological Sciences (abrégé en Photochem. Photobiol. Sci. ou PPS) est une revue scientifique à comité de lecture. Ce mensuel publie des articles de recherches originales dans le domaine de la photochimie et de la photobiologie. Le journal est publié conjointement par la Royal Society of Chemistry et diverses sociétés de photochimie et de photobiologie : l’European Photochemistry Association, l’European Society for Photobiology, l’Asia and Oceania Society for Photobiology et la Korean Society of Photoscience.
D'après le Journal Citation Reports, le facteur d'impact de ce journal était de 2,708 en 2009. L'actuel directeur de publication est Rex Tyrrell (Université de Bath, États-Unis).